# Constitución del 3 de mayo de 1791 (Jan Matejko)
La Constitución del 3 de mayo de 1791 (en polaco: Konstytucja 3 Maja 1791 roku) es un óleo sobre lienzo de estilo romántico, obra del pintor polaco Jan Matejko. Se convirtió en uno de los cuadros más famosos del autor y muestra la Constitución del 3 de mayo de 1791, un hito en la historia de la República de las Dos Naciones y la Ilustración en Polonia. Fue pintada entre enero y octubre de 1891 para conmemorar el primer centenario de la constitución, dos años antes de la muerte de Matejko, en noviembre de 1893. Por la ausencia de un nombre oficial y la forma como pueden escribirse las fechas se han dado otros nombres al cuadro,  e incluso es conocida como El rey Estanislao Augusto entrando a la Catedral de Varsovia tras aprobarse la Constitución reformada de 1791. 
Como en muchas obras de Matejko, el cuadro muestra una escena poblada de figuras históricas, tales como el último rey de Polonia, Estanislao II Poniatowski, acompañado de Stanisław Małachowski y Kazimierz Nestor Sapieha —los coautores de la constitución—, Hugo Kołłątaj, Ignacy Potocki y otros personajes importantes de la época, entre los cuales destaca Tadeusz Kościuszko. La pintura fue expuesta en Leópolis hasta 1920, cuando fue llevada a Cracovia. Fue escondida durante la Segunda Guerra Mundial y llevada a Varsovia, donde está exhibida en el Castillo Real de Varsovia.

## La constitución

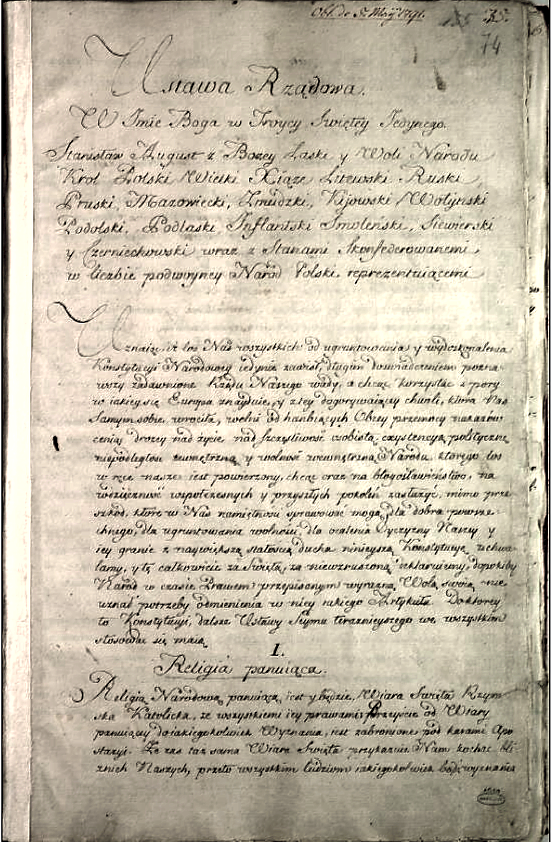
Manuscrito de la constitución.

La constitución del 3 de mayo de 1791 se adoptó como una ley del Gobierno (Ustawa rządowa) por el Sejm, parlamento de la República de las Dos Naciones, y ha sido considerada como la primera de su tipo en Europa y la segunda más antigua del mundo.  Fue diseñada para remediar viejos defectos en la Mancomunidad, cuyo sistema de libertad dorada, con diversos privilegios en la nobleza, había incrementado la corrupción en la política: abolió instituciones parlamentarias como el liberum veto; introdujo equidad política entre la gente del pueblo y la nobleza (szlachta) y ubicó a los campesinos bajo la protección del gobierno, mitigando así los abusos de la servidumbre.
La adopción de la constitución tropezó con respuestas militares y políticas de los vecinos de las Dos Naciones. El Imperio ruso de Catalina la Grande atacó junto a la confederación de Targowica –una coalición de magnates polacos y nobleza sin tierra que podría ver reducida su influencia con las reformas–, en la guerra ruso-polaca de 1792. Prusia, bajo Federico Guillermo II, entonces aliado de las Dos Naciones, rompió su alianza y la mancomunidad fue derrotada. Al final, la constitución tuvo vigor durante poco más de un año y, a pesar de las consiguientes particiones, sirvió como una guía durante más de 123 años en la lucha para restaurar la soberanía polaca. En palabras de dos de los coautores, Ignacy Potocki y Hugo Kołłątaj, fue «la última voluntad y testamento de un país convaleciente».

## Historia
Si bien no pertenece a la serie Historia de la Civilización en Polonia, en ella hay un cuadro relacionado con la constitución. Matejko empezó a trabajar en la que sería una de sus últimas pinturas a mediados de enero de 1891, coincidiendo con el primer centenario y, aunque no estuvo terminada hasta octubre, el 3 de mayo estaba suficientemente avanzada para ser exhibida en la Lonja de los Paños en Cracovia. El 7 de abril de 1892, Matejko cedió la pintura al príncipe Eustachy Stanisław Sanguszko en Leópolis, donde estuvo exhibida en el edificio del Sejm, lo que es ahora el edificio principal de la universidad de Leópolis.
Ya en 1920, dos años después de que Polonia recobrara su independencia instaurando la Segunda República Polaca, se trasladó la pintura a Cracovia, donde se expuso desde 1923 en el edificio del Sejm, tras lo cual la escondió la resistencia polaca de la ocupación alemana durante de la Segunda Guerra Mundial. En la posguerra, el cuadro estuvo tanto en el Museo Nacional como en el Castillo Real de Varsovia, donde Matejko prefería que se exhibiera. Se encuentra en la antecámara del Senado, donde se firmó la constitución, y fue restaurada en 2007.
El cuadro como tal es considerado una obra maestra entre las más conocidas de Jan Matejko y es vista como una «educación en historia nacional» que, sin embargo, no fue tan bien recibida entre sus contemporáneos, con críticas que la señalan de estar «demasiado llena de gente» y sin una composición definida; tanto es así que los seguidores de obras anteriores de Matejko fueron más cautelosos al alabar esta.
De acuerdo a las observaciones de la crítica contemporánea, el autor solía emplear unos dos años a cuadros de tal tamaño, mientras este le tomó menos de la mitad en una época en que trabajaba en otros proyectos, y sufría de estrés y depresión; de igual manera, la técnica de Matejko en la Constitución es sutil pero perceptiblemente distinta comparada a otros de sus cuadros, lo que se le ha atribuido a la exploración de nuevas técnicas y también al debilitamiento de un maestro moribundo, al cual no se le aclaman los cambios.
Matejko no era un aficionado al siglo xviii y la Ilustración, remarcando que «preferiría en cambio pintar cualquier otro siglo» y, no obstante, se sintió obligado a crear una obra en conmemoración del aniversario de la constitución, que reconoció como de importancia histórica. Pese a ello, no creó una leyenda escrita para identificar los personajes de sus cuadros como ocurría en otras de sus obras, razón por la cual hay personajes sin identificar, y aunque Marian Gorzkowski, asistente del pintor, escribió una leyenda parcial que lista 39 personajes, algunos autores la tachan de ser una «descripción caótica» no muy útil. Los análisis modernos estuvieron a cargo de Jarosław Krawczyk y Emanuel Rostworowski.

## Contenido

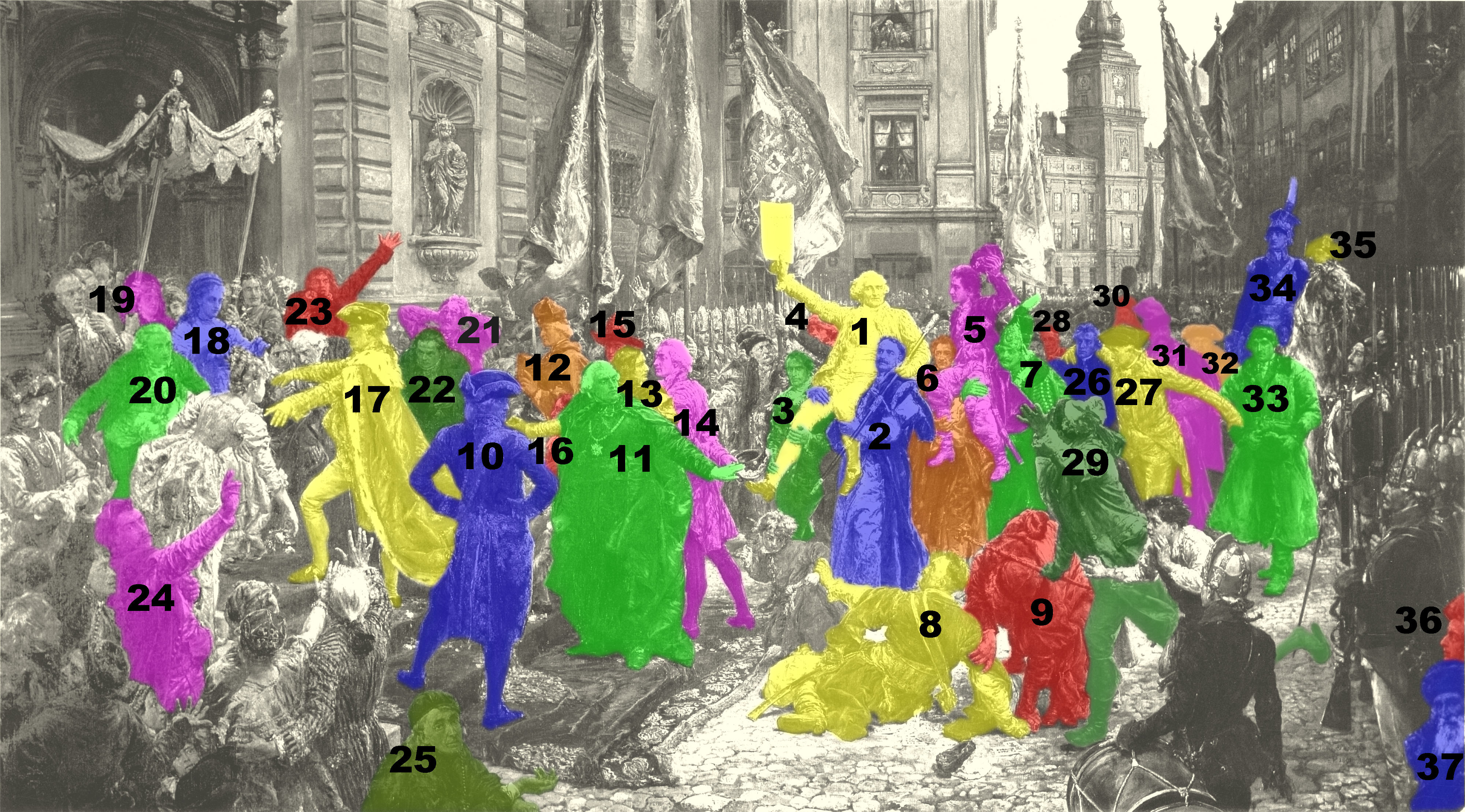
Personajes identificados.

Ambientada en el atardecer del 3 de mayo de 1791, la Constitución muestra la procesión de diputados desde el castillo real, al fondo, donde el Gran Sejm firmó la constitución, a la iglesia de San Juan (hoy archicatedral, a la izquierda), donde se cantaría un tedeum. La procesión baja por la calle de san Juan (ulica Świętojańska) a la vista de residentes y visitantes de Varsovia, mientras los soldados protegen a los diputados.
La procesión fue un evento histórico real al que Matejko añadió distintas libertades artísticas, como incluir personas que no estuvieron presentes o ya habían muerto, acción común a otros de sus cuadros. En el caso de la Constitución, porque buscaba que la pintura fuera una síntesis de los últimos años de la mancomunidad, y porque sintió que no había un lugar o evento histórico que capturara por completo el espíritu de la constitución, por lo que necesitaba crear ese momento.

### Centro
El cuadro se centra en el presidente del Sejm, Stanisław Małachowski (1), quien viste un traje claro inspirado en la moda francesa de la época; sostiene el bastón del Sejm en su mano izquierda y levanta la constitución con la derecha. Si bien el documento original rezaba Ustawa rządowa (Ordenanza del Gobierno), Matejko escogió dar el nombre de la constitución al documento, un nombre más explícito. A Małachowski lo llevan sobre sí dos diputados, Aleksander Linowski de Cracovia (2) a su derecha e Ignacy Zakrzewski de Poznań (3) a su izquierda, lo que se ha interpretado como la importancia de Cracovia y Poznań como ciudades principales de las regiones mayores de Polonia: Pequeña Polonia y Gran Polonia. Bajo la mano derecha de Małachowski hay una persona vendada y sosteniendo una bandera, Tadeusz Kościuszko (4), con una herida en la cabeza en referencia a la batalla de Maciejowice que se desarrolló como parte de la Insurrección de Kościuszko en 1794, tres años después de los sucesos retratados en la pintura. A su izquierda hay una figura que se ha identificado como el príncipe Adam Kazimierz Czartoryski, aunque algunas fuentes difieren al respecto.
Hay otra figura que está siendo llevada en hombros a la derecha de Małachowski, Kazimierz Nestor Sapieha (5), mariscal de la confederación lituana y segundo mariscal del Sejm, con una vestimenta más polaca. Entre Małachowski y Sapieha se alcanza a ver la cabeza de Julian Ursyn Niemcewicz (6), un escritor que sostiene a Sapieha, a quien ayuda la persona a su derecha, Michał Zabiełło (7).
En la parte inferior del centro del cuadro hay una escena que ocurrió en el Palacio Real: Jan Suchorzewski (8), diputado de Kalisz que se oponía a la constitución, que ha caído al suelo, sostiene a su hijo con la mano izquierda y un cuchillo con la derecha, mano que a su vez sostiene Stanisław Kublicki (9), que era un diputado de Livonia que apoyaba la constitución, los burgueses y los campesinos. Aquí, el artista plasma el infructuoso intento de Suchorzewski para evitar que el rey firme el documento, intento en el que amenazó al rey de matar a su propio hijo para salvarlo de la «esclavitud de la constitución». Un mazo de cartas cae del bolsillo de Suchorzewski, referencia a la forma como le sobornaron el diplomático ruso Otto Magnus von Stackelberg y el hetman Franciszek Branicki. Suchorzewski empezó a ganar de repente grandes sumas de dinero a pesar de sus pocas habilidades en las apuestas. Branicki (10) se encuentra entre el rey y Suchorzewski, vestido con el uniforme ruso que recibiría años después al alcanzar el rango de general en el ejército ruso. En realidad, Suchorzewski y muchos otros que se opusieron a la constitución se negaron a formar parte de la procesión.
En el centro de la pintura y a la izquierda de Małachowski se encuentran otras personas que apoyaban la constitución, entre los que destaca el sacerdote Hugo Kołłątaj (11) haciendo un gesto de desdén a Suchorzewski. Cerca de él se encuentran otras personas cuya ubicación precisa es incierta o varía de una fuente a otra, como el sacerdote que sostiene una biblia (12), que bien podría ser Feliks Turski o Tymoteusz Gorzeński. A la derecha de Kołłątaj se encuentra el Gran Mariscal de Lituania Ignacy Potocki (13), y tal vez Adam Kazimierz Czartoryski (14) —algunas fuentes identifican a Czartoryski en otro lugar de la pintura, cerca de Kościuszko—. Rodeando a Kołłątaj se encuentran varias personas, que pueden ser Scipione Piattoli (15) y Tadeusz Matuszewicz (16).

### Izquierda
Subiendo las escaleras de la iglesia se encuentra el rey Estanislao Augusto Poniatowski (17), quien no era del particular aprecio del autor, que lo retrató en una postura pomposa, con la mano extendida para ser besada y en compañía de numerosas muchachas bonitas, en referencia a su reputación de mujeriego. La inclusión del rey en el cuadro es una invención del pintor, pues había llegado a la iglesia antes que la procesión. Una mujer le ofrece una corona de laurel (18), mujer que se ha identificado como la princesa de Curlandia Dorothea von Medem (Dorothea Biron), o bien Róża z Martynkowskich, esposa del exalcalde Jan Dekert. Tras ella, más a la izquierda en el grupo de mujeres y mostrando únicamente su rostro, se encuentra Elżbieta Grabowska (19), amante del rey y madre de sus hijos. El burgués asociado a la Ley de las Ciudades y exalcalde de Varsovia, Jan Dekert (20), se inclina hacia el rey desde las puertas de la iglesia pese a haber muerto en octubre de 1790, acompañado de la que podría ser su hija Marianna en vestido amarillo, de espaldas al observador y en una posición privilegiada cerca del rey.
Tras el rey y con sus manos en la cabeza está el príncipe Antoni Stanisław Czetwertyński-Światopełk (21), quien también se oponía a la constitución, conocido por tomar partido en favor del Imperio ruso y de la Confederación de Targowica. Bajo él está otro opositor, Antoni Złotnicki (22) y, más atrás, cerca de la iglesia, aparece un legitimista francés (23), que viste ropa oscura y alza su mano por encima del rey observando toda la escena aterrorizado, viendo en ella el principio de otra revolución.
Entre el grupo de personas que se arremolinan en la esquina inferior izquierda del cuadro se identifican otras figuras de importancia entre la burguesía: Jan Kiliński (24), uno de los líderes de la Insurrección de Kościuszko y, a su derecha, a un lado del grupo, el santo Clemente María Hofbauer (25), director de un orfanato y una escuela en Varsovia.

### Derecha
A la derecha de Sapieha están los reformadores Stanisław Staszic (26) y Andrzej Zamoyski (27); el segundo, con la mano sobre el hombro del primero, fue el autor del Código Zamoyski, un intento temprano de reforma del estado. A la izquierda de Staszic, se ve la cabeza del obispo de Smolensk Tymoteusz Gorzeński (28) visible entre la multitud y, debajo de Staszic y Zamoyski, con su mano izquierda extendida, está el secretario de Kołłątaj, Kazimierz Konopka (29), con una escarapela azul, blanca y roja francesa en su sombrero y una piqueta en la otra mano. Por encima de ellos aparece un sacerdote ortodoxo (30) y, la figura a su derecha (31), justo detrás de Zamoyski, es Paweł Ksawery Brzostowski, pionero en reformas de la agricultura —o bien Józef Stępkowski, menos progresista—. El grupo termina con Antoni Tyzenhauz (32), reformador y oficial lituano. Zamoyski toma con su mano izquierda a un campesino (33), con una actitud pasiva que se ha interpretado como la representación de la actitud despreocupada del campesinado polaco hacia las reformas.
Más hacia la derecha está el sobrino del rey, el príncipe Józef Poniatowski (34), sobre un caballo gris, con el uniforme de la caballería ligera del Gran Ducado de Varsovia, uniforme que representa otro presagio, pues Poniatowski se convirtió en comandante en jefe del ejército del ducado y falleció durante la batalla de Leipzig; en el momento en que se aprobó la constitución, era comandante de la guarnición de Varsovia, y se muestra manteniendo la vista en la procesión, con sus soldados alineados y vigilando la calle. A la derecha, un poco tapado por la cabeza del caballo de Poniatowski, se encuentra Stanisław Mokronowski (35), diputado, general y futuro líder de la Insurrección de Kościuszko en Lituania.
En la esquina inferior izquierda hay dos judíos: el más joven (36) es descrito generalmente como cautivado por los sucesos que observa con esperanza, pero la mayor parte de los análisis se centra en el más viejo (37), cuya mano hace un gesto de Sy, git («está bien»). La interpretación de este personaje varía: mientras unos explican su expresión como de interés y apoyo a la constitución, en la que ve una promesa de mejoras en la situación judía tras la reforma —aunque la constitución no se dirigió a su pueblo de una manera significativa—, otros lo ubican a él o a ambos judíos entre los opositores, describiéndolos con el ceño fruncido y perturbados, anticipando alegremente el fin de la Mancomunidad, o al menos preocupados con las reformas liberales. Esta última interpretación se puede apoyar en el hecho de que Matejko tendía a retratar a los judíos de sus pinturas desempeñando roles negativos.

### Personajes
Los historiadores han identificado a los personajes a continuación. Cada número está asociado con la imagen guía:
1. Stanisław Małachowski (1736-1809), mariscal del Gran Sejm, con la constitución en su mano.[18]
2. Aleksander Linowski, diputado de Cracovia, que apoyaba la constitución.[27]
3. Ignacy Zakrzewski (1745-1802), alcalde de Varsovia.[27]
4. Tadeusz Kościuszko (1746-1817), general del Ejército de la corona.[25]
5. Kazimierz Nestor Sapieha (1754-1798), general de Artillería de Lituania.[18]
6. Julian Ursyn Niemcewicz, diputado de Livonia, que apoyaba la constitución.[27]
7. Michał Zabiełło, diputado de Livonia y general del Ejército de Lituania.[27]
8. Jan Suchorzewski (f. 1809), Wojski de Wschowa, que se oponía a la constitución.[18]
9. Stanisław Kublicki (o Jan Kublicki), diputado de Livonia, activista en favor de la constitución y de las causas de la burguesía y los campesinos.[18][27][28]
10. Franciszek Branicki (c. 1730-1819), gran hetman de la corona, que se oponía a la constitución.[18]
11. Hugo Kołłątaj (1750-1812), bajo canciller de la corona y coautor de la constitución.[18]
12. Feliks Turski, obispo de Cracovia.[28]
13. Ignacy Potocki (1750-1809), gran mariscal de Lituania, coautor de la constitución (la ubicación en la imagen podría ser incorrecta)[28]
14. Adam Kazimierz Czartoryski (1734-1832), prefecto general de Podolia que apoyaba la constitución (algunas fuentes debaten su ubicación en el cuadro).[27][28]
15. Scipione Piattoli, sacerdote y secretario del rey Poniatowski que apoyaba la constitución.[28]
16. Tadeusz Matuszewicz (Matusiewicz), diputado que apoyaba la constitución.[28]
17. Stanisław August Poniatowski (1732-1798), último rey de Polonia como nación independiente.[18]
18. Dorothea von Medem (Dorothea Biron), princesa de Curlandia, o Róża z Martynkowskich, esposa de Dekert.[27]
19. Elżbieta Grabowska (1748-1810), amante del rey.[27]
20. Jan Dekert (1738-1790), exalcalde de Varsovia.[18]
21. Antoni Stanisław Czetwertyński-Światopełk (1748-1794), castellano de Przemyśl que se oponía a la constitución.[28]
22. Antoni Złotnicki, diputado de Podolia que se oponía a la constitución.[28]
23. Un miembro de la realeza francés.
24. Jan Kiliński (1760-1819), zapatero miembro del Concejo de Varsovia.[27]
25. Klemens Maria Hofbauer (1751-1820), sacerdote redentorista.[18]
26. Stanisław Staszic (1755-1826), científico y escritor político.[18]
27. Andrzej Zamoyski (1716-1792), gran canciller de la corona.[18]
28. Tymoteusz Gorzeński, obispo de Smolensk.[28]
29. Kazimierz Konopka (1769-1805), secretario de Hugo Kołłątaj.[32]
30. Un sacerdote ortodoxo.
31. Paweł Ksawery Brzostowski, sacerdote católico pionero de reformas en la agricultura.[27]
32. Antoni Tyzenhauz, oficial de Lituania y reformador.[27]
33. Un campesino.
34. Józef Poniatowski (1763-1813), general mayor.[18]
35. Stanisław Mokronowski, diputado, general y líder de la Insurrección de Kościuszko.[27]
36. Un joven judío.[18][27][33]
37. Un anciano judío.[18][27][33]

Lo historiadores han identificado a otras figuras históricas como posiblemente presentes en el cuadro, pero se desconoce su ubicación exacta, y no están señalados en la imagen guía:
1. Marianna Dekert, hija de Dekert.[27][32]
2. Antoni Barnaba Jabłonowski, castellano de Cracovia a favor de la constitución y la causa de la burguesía. Su ubicación es incierta pero probablemente cerca de Małachowski.[27]
3. Stanisław Badeni, secretario del rey. Al igual que Jabłonowski, su ubicación es incierta pero cercana a Małachowski.[27]
4. Pius Kiliński, secretario del rey. Su ubicación es incierta y probablemente cerca de Gorzeński.[27]
5. Joachim Chreptowicz, canciller.[27]
6. Antoni Józef Lanckoroński, tesorero oficial y miembro de la Comisión de Educación Nacional.[27]